# Kristian Dimitrov
Pour les articles homonymes, voir Dimitrov.
Kristian Dimitrov (en bulgare : Кристиан Димитров) est un footballeur international bulgare né le 27 février 1997 à Plovdiv. Il joue au poste de défenseur au PFK Levski Sofia.

## Biographie

### En club
Formé au Lokomotiv Plovdiv, il rejoint lors du mercato d'été 2013 l'autre club de la ville de Plovdiv, le Botev Plovdiv, où il poursuit sa formation. 
Le 13 mars 2016, il fait ses débuts avec l'équipe première en entrant à la 81e minute de jeu à la place de Serkan Yusein, lors d'une victoire de son équipe contre le Tcherno More Varna en championnat. 
Lors de la saison 2016-2017, il réalise huit apparitions. Le 8 juin 2017, il signe pour deux ans. 
Le 5 février 2018, il est prêté au PFK Montana jusqu'à la fin de la saison. Il compte 13 apparitions pour un seul but marqué, le 5 mai 2018, contre le Botev Galabovo.
Le 15 mai 2019, il atteint avec le Botev Plovdiv la finale de Coupe de Bulgarie. En demi-finale, il s'illustre en inscrivant un but face au CSKA Sofia. En finale, il s'incline face à son ancien club formateur.
Le 11 février 2020, il signe pour deux ans et demi avec le club croate d'Hajduk Split.

### En sélection
Le 7 juin 2019, il reçoit sa première sélection avec la Bulgarie contre la Tchéquie, lors des éliminatoires du Championnat d'Europe de football 2020 (défaite 2-1). Trois jours plus tard, il inscrit son premier but en équipe nationale, contre le Kosovo (défaite 2-3).

## Palmarès
Botev Plovdiv
- Coupe de Bulgarie
  - Finaliste : 2019.

 Hajduk Split
- Vainqueur de la Coupe de Croatie (1) :
  - Vainqueur de la 2022.